# Ernst Falkbeer
Ernst Karl Falkbeer (Brno, 27 de juny de 1819 – Viena, 14 de desembre de 1885) fou un periodista i jugador d'escacs austríac.
|  |

## Biografia
Nascut a Brno, llavors part de l'Imperi Austrohongarès, va mudar-se a Viena per estudiar dret, però va acabar fent de periodista. Durant les Revolucions europees de 1848, va deixar Viena per anar a Alemanya, on es va poder enfrontar als millors mestres del moment, com Adolf Anderssen i Jean Dufresne a Leipzig, Berlín, Dresden, i Bremen.
El 1853 va poder retornar a Viena, i dos anys després, el gener de 1855, va iniciar la primera revista d'escacs austríaca, la Wiener Schachzeitung, tot i que va sobreviure només uns pocs mesos. Posteriorment, en Falkbeer va anar a Londres, on hi va jugar dos matxs contra Henry Bird; perdé el primer, el 1856 (+1 −2), i guanyà el segon, el 1856/7 (+5 −4 =4). Al torneig de Birmingham de 1858 (eliminatori), va batre en Saint-Amant a la segona ronda, (+2 −1), però perdé a la quarta ronda (i final) contra en Johann Löwenthal (+1 −3 =4) per acabar segon. Falkbeer edità una columna d'escacs pel rotatiu The Sunday Times des de l'abril de 1857 fins al novembre de 1859.
El 1864 retornà a Viena, on posteriorment hi edità una columna d'escacs al Neue Illustrirte Zeitung des de 1877 a 1885.

## Contribució a la teoria dels escacs
En Falkbeer és conegut per les seves contribucions a la teoria dels escacs, més que pels seus resultats en competició. Seva és l'autoria del Contragambit Falkbeer (1. e4 e5 2. f4 d5), considerat encara actualment com una de les línies principals del gambit de rei Refusat. En Siegbert Tarrasch opinava que el Contragambit Falkbeer refutava completament el gambit de rei.

## Partides notables
- Carl Hamppe - Ernst Falkbeer, Viena 1849, gambit vienès Horwitz C26, 0-1
- Ernst Falkbeer - Adolf Anderssen, Berlín 1851, Obertura vienesa C25, 1-0
- Ernst Falkbeer - Henry Bird, matx, Londres 1856, Defensa Moderna B06, 1-0
- Ernst Falkbeer - Johann Löwenthal, Birmingham 1858, Obertura vienesa, variant Spielmann C26, 1-0